# Доній В'ячеслав Михайлович
В'ячеслав Михайлович Доній (нар. 14 лютого 1968) — радянський, російський та український футболіст, захисник, російський футбольний тренер.

## Життєпис
Вихованець ДЮСШ «Колос» (Нікополь), перший тренер — В. Зелінський. Переможець першості СРСР серед 15-річних 1983 года, за підсумками змагань був визнаний кращим захисником. Декілька років виступав за дубль «Колоса» в першості дублюючих складів першої ліги. У 1988 році дебютував у дорослих змаганнях у складі «Шахтаря» (Горлівка) у другій лізі, наступний сезон провів в основному складі нікопольського «Колоса».
З 1990 року протягом декількох років грав в обласних першостях та в чемпіонаті України серед аматорів за команди «Колос» (Осокорівка), «Ера» (Нікополь), «Таврія» (Новотроїцьке) та «Шахтар» (Марганець).
У 1995 році перейшов у російський «Металург» (Магнітогорськ). З 1996 року протягом п'яти сезонів виступав за пермський «Амкар», грав спочатку на правому фланзі оборони, потім на лівому, оскільки позицію правого захисника зайняв Олексій Попов. Всього за «Амкар» зіграв 128 матчів у першості країни. У 1998 році став переможцем зонального турніру другого дивізіону, в тому ж році взяв участь в історичному матчі Кубку Росії, в якому «Амкар» обіграв чинного чемпіона країни московський «Спартак», 1:0. Після виходу пермського клубу в перший дивізіон поступово втратив місце в складі, в останніх сезонах більшість матчів проводив в повному обсязі.
Наприкінці кар'єри виступав за «Орел» і кемеровський «Кузбас-Динамо», а також за аматорські команди Пермі і Пермського краю.
Всього на професіональному рівні в першостях СРСР та Росії зіграв понад 240 матчів (23 — у першому дивізіоні, решта — в другому). У кубках країни зіграв 11 матчів, найкраще особисте досягнення — участь в матчі 1/8 фіналу проти «Ростсільмаші» в сезоні 1998/99 років. 
Після закінчення кар'єри гравця працював тренером дитячих і молодіжних команд «Амкара», селекціонером клубу. У 2006 році входив у тренерський штаб жіночої команди «Зірка-2005». У сезоні 2013/14 років входив у тренерський штаб пермського «Октану», допомагаючи Станіславу Красуліну, а в п'яти матчах в квітні-травні 2014 року виконував обов'язки головного тренера. Володіє тренерською ліцензією «А». Працює в Академії ігрових видів спорту Пермського краю.
Бере участь в матчах ветеранів в Пермі та Нікополі.
Відрізнявся запальним характером на полі та поза ним — зокрема, в 2000 році в своєму першому матчі за «Прикам'я» вилучений з поля за суперечки з суддею, а в 2011 році на матчі молодіжного складу «Амкара» побив вболівальника.

## Досягнення
- Другий дивізіон Росії
  -  Чемпіон (1): 1998 (зона «Урал»)